# Summit Series 1972
Summit Series 1972 je bilo prvo hokejsko reprezentančno tekmovanje od dveh med sovjetsko in kanadsko reprezentanco, najboljšima reprezentancama tistega časa. Potekalo je predvsem, ker v sedemdesetih letih profesionalni hokejisti niso smeli sodelovati na hokejskem turnirju olimpijskih iger, zato se reprezentanci tam nista mogli pomeriti v svojih najmočnejših postavah. 
Serija se je začela v Kanadi, v prvi tekmi v Montrealu je sovjetska reprezentanca premagala domačo kanadsko reprezentanco s 7:3 kljub temu, da je že zaostajala za dva gola. Drugo tekmo v Torontu je kanadska reprezentanca slavila s 4:1, tretja tekma v Winnipegu se je končala neodločeno s 4:4, četrto tekmo v Vancouvru pa je sovjetska reprezentanca ponovno dobila s 5:3 in povedla z 2:1 v zmagah pred štirimi domačimi tekmami, ki so vse potekale v Moskvi. Prvo tekmo je sovjetska reprezentanca dobila s 5:4, na drugi tekmi pa je zmagala kanadska reprezentanca s 3:2. Ta tekma je tudi odločilno vplivala na izid serije, ne zaradi zmage kanadskih hokejistov, ampak zaradi nešportne poteze kanadskega hokejista Bobbyja Clarka, ki je, kot je po treh desetletjih sam priznal, po naročilu pomočnika kanadskega selektorja Johna Fergusona namerno s palico udaril najboljšega sovjetskega igralca Valerija Harlamova, ki je utrpel zlom gležnja. Harlamov je sedmo tekmo, na kateri je kanadska reprezentanca zmagal s 4:3, zaradi poškodbe izpustiti, na osmi tekmi, na kateri je kanadska reprezentanca zmagala s 6:5, pa je poskušal igrati, toda poškodba ga je preveč ovirala. Kanadska reprezentanca je zmagala v seriji s 4:3 v zmagah, incident na šesti tekmi pa je postal znan kot The Slash (Udarec s palico). 

## Postavi
OT-odigrane tekme, PG-prejeti goli, SG-streli na gol, US-ubranjeni streli, %US-odstotek ubranjenih strelov, G-goli, P-podaje, T-točke, KM-kazenske minute.
| Kanada |                       |                       |    |    |     |     |      |
| #      | Vratarji              | Klub                  | OT | PG | SG  | US  | %US  |
| 1      | Eddie Johnston        | Boston Bruins         | 0  | 0  | 0   | 0   | 0    |
| 29     | Ken Dryden            | Montreal Canadiens    | 4  | 19 | 119 | 100 | 84.0 |
| 35     | Tony Esposito         | Chicago Blackhawks    | 4  | 13 | 108 | 95  | 87.9 |
| #      | Branilci              | Klub                  | OT | G  | P   | T   | KM   |
| 2      | Gary Bergman          | Detroit Red Wings     | 8  | 0  | 3   | 3   | 13   |
| 3      | Pat Stapleton         | Chicago Blackhawks    | 7  | 0  | 0   | 0   | 0    |
| 4      | Bobby Orr             | Boston Gruins         | 0  | 0  | 0   | 0   | 0    |
| 5      | Brad Park             | New York Rangers      | 8  | 1  | 4   | 5   | 2    |
| 16     | Rod Seiling           | New York Rangers      | 3  | 0  | 0   | 0   | 0    |
| 17     | Bill White            | Chicago Blackhawks    | 7  | 1  | 1   | 2   | 8    |
| 23     | Serge Savard          | Montreal Canadiens    | 5  | 0  | 2   | 2   | 0    |
| 25     | Guy Lapointe          | Montreal Canadiens    | 7  | 0  | 1   | 1   | 6    |
| 26     | Don Awrey             | Boston Gruins         | 2  | 0  | 0   | 0   | 0    |
| 32     | Dale Tallon           | Vancouver Canucks     | 0  | 0  | 0   | 0   | 0    |
| 37     | Jocelyn Guevremont    | Vancouver Canucks     | 0  | 0  | 0   | 0   | 0    |
| 38     | Brian Glennie         | Toronto Maple Leafs   | 0  | 0  | 0   | 0   | 0    |
| #      | Napadalci             | Klub                  | OT | G  | P   | T   | KM   |
| 6      | Ron Ellis - RW        | Toronto Maple Leafs   | 8  | 0  | 3   | 3   | 8    |
| 7      | Phil Esposito - C     | Boston Gruins         | 8  | 7  | 6   | 13  | 15   |
| 8      | Rod Gilbert - RW      | New York Rangers      | 6  | 1  | 3   | 4   | 9    |
| 9      | Bill Goldsworthy - RW | Minnesota North Stars | 3  | 1  | 1   | 2   | 4    |
| 10     | Dennis Hull - LW      | Chicago Blackhawks    | 4  | 2  | 2   | 4   | 4    |
| 11     | Vic Hadfield - LW     | New York Rangers      | 2  | 0  | 0   | 0   | 0    |
| 12     | Yvan Cournoyer - RW   | Montreal Canadiens    | 8  | 3  | 2   | 5   | 2    |
| 14     | Wayne Cashman - RW    | Boston Gruins         | 2  | 0  | 2   | 2   | 14   |
| 15     | Red Berenson - C      | Detroit Red Wings     | 2  | 0  | 1   | 1   | 0    |
| 18     | Jean Ratelle - C      | New York Rangers      | 6  | 1  | 3   | 4   | 0    |
| 19     | Paul Henderson - LW   | Toronto Maple Leafs   | 8  | 7  | 3   | 10  | 4    |
| 20     | Pete Mahovlich - LW   | Montreal Canadiens    | 7  | 1  | 1   | 2   | 4    |
| 21     | Stan Mikita - C       | Chicago Blackhawks    | 2  | 0  | 1   | 1   | 0    |
| 22     | Jean-Paul Parise - LW | Minnesota North Stars | 6  | 2  | 2   | 4   | 28   |
| 24     | Mickey Redmond - RW   | Detroit Red Wings     | 1  | 0  | 0   | 0   | 0    |
| 27     | Frank Mahovlich - AG  | Montreal Canadiens    | 6  | 1  | 1   | 2   | 0    |
| 28     | Bobby Clarke - LW     | Philadelphia Flyers   | 8  | 2  | 4   | 6   | 18   |
| 33     | Gilbert Perreault - C | Buffalo Sabres        | 2  | 1  | 1   | 2   | 0    |
| 34     | Marcel Dionne - C     | Detroit Red Wings     | 0  | 0  | 0   | 0   | 0    |
| 36     | Richard Martin - LW   | Buffalo Sabres        | 0  | 0  | 0   | 0   | 0    |

| Sovjetska zveza |                           |                    |    |    |     |     |      |
| #               | Vratarji                  | Klub               | OT | PG | SG  | US  | %US  |
| 1               | Viktor Zinger             | Spartak Moskva     | 0  | 0  | 0   | 0   | 0    |
| 20              | Vladislav Tretjak         | CSKA Moskva        | 8  | 31 | 267 | 236 | 88.4 |
| 26              | Aleksander Paškov         | Dinamo Moskva      | 0  | 0  | 0   | 0   | 0    |
| 27              | Aleksander Sidelnikov     | Krila Sovjetov     | 0  | 0  | 0   | 0   | 0    |
| #               | Branilci                  | Klub               | OT | G  | P   | T   | KM   |
| 2               | Aleksander Gusev          | CSKA Moskva        | 6  | 1  | 0   | 1   | 2    |
| 3               | Vladimir Lutčenko         | CSKA Moskva        | 8  | 1  | 3   | 4   | 0    |
| 4               | Viktor Kuzkin             | CSKA Moskva        | 7  | 0  | 1   | 1   | 8    |
| 5               | Aleksander Ragulin        | CSKA Moskva        | 6  | 0  | 1   | 1   | 4    |
| 6               | Valerij Vasiljev          | Dinamo Moskva      | 6  | 1  | 2   | 3   | 6    |
| 7               | Genadij Cigankov          | CSKA Moskva        | 8  | 0  | 2   | 2   | 6    |
| 14              | Jurij Šatalov             | Krila Sovjetov     | 2  | 0  | 0   | 0   | 0    |
| 25              | Jurij Ljapkin             | Himik Voskresensk  | 6  | 1  | 5   | 6   | 0    |
| 26              | Jevgenij Paladjev         | Spartak Moskva     | 3  | 0  | 0   | 0   | 0    |
| #               | Napadalci                 | Klub               | OT | G  | P   | T   | KM   |
| 8               | Vjačeslav Staršinov - C   | Spartak Moskva     | 1  | 0  | 0   | 0   | 0    |
| 9               | Jurij Blinov - LW         | CSKA Moskva        | 5  | 2  | 1   | 3   | 0    |
| 10              | Aleksander Malcev - RW    | Dinamo Moskva      | 8  | 0  | 5   | 5   | 0    |
| 11              | Jevgenij Zimin - RW       | Spartak Moskva     | 2  | 2  | 1   | 3   | 2    |
| 12              | Jevgenij Mišakov - LW     | CSKA Moskva        | 6  | 0  | 0   | 0   | 5    |
| 13              | Boris Mihajlov - RW       | CSKA Moskva        | 8  | 3  | 2   | 5   | 9    |
| 15              | Aleksander Jakušev - LW   | Spartak Moskva     | 8  | 7  | 4   | 11  | 4    |
| 16              | Vladimir Petrov - C       | CSKA Moskva        | 8  | 3  | 4   | 7   | 10   |
| 17              | Valerij Harlamov - LW     | CSKA Moskva        | 7  | 3  | 4   | 7   | 16   |
| 18              | Vladimir Vikulov - LW     | CSKA Moskva        | 6  | 2  | 1   | 3   | 6    |
| 19              | Vladimir Šadrin - C       | Spartak Moskva     | 8  | 3  | 5   | 8   | 0    |
| 21              | Vjačeslav Soloduhin - C   | SKA St. Petersburg | 1  | 0  | 0   | 0   | 0    |
| 22              | Vjačeslav Anisin - C      | Krila Sovjetov     | 7  | 1  | 3   | 4   | 2    |
| 23              | Jurij Lebedev - LW        | Krila Sovjetov     | 3  | 1  | 0   | 1   | 2    |
| 24              | Aleksander Bodunov - LW   | Krila Sovjetov     | 3  | 1  | 0   | 1   | 0    |
| 29              | Aleksander Martinjuk - RW | Spartak Moskva     | 1  | 0  | 0   | 0   | 0    |
| 30              | Aleksander Volčkov - C    | CSKA Moskva        | 3  | 0  | 0   | 0   | 0    |

## Tekme
| 2. september 1972 | Kanada | 3:7 | Sovjetska zveza | Forum de Montréal, Montréal, Québec |

| Poročilo tekme | Poročilo tekme                                                                                     | Poročilo tekme  | Poročilo tekme | Poročilo tekme                                           |
| -------------- | -------------------------------------------------------------------------------------------------- | --------------- | --- | -------------------------------------------------------- |
|                | (F. Mahovlich, Bergman) P. Esposito 00:30 (Clarke) Henderson 06:32 (Ellis, Henderson) Clarke 48:22 | (2-2, 0-2, 1-3) | 11:40 Zimin (Jakušev, Šadrin) 17:28 Petrov (Mihajlov) 22:40 Harlamov (Malcev) 30:18 Harlamov (Malcev) 53:32 Mihajlov (Blinov) 54:29 Zimin 58:37 Jakušev (Šadrin) | Gledalci: 18,818 Sodnika: Lee Gagnon Sodnika: Gordon Lee |

| 4. september 1972 | Kanada | 4:1 | Sovjetska zveza | Maple Leaf Gardens, Toronto, Ontario |

| Poročilo tekme | Poročilo tekme | Poročilo tekme  | Poročilo tekme                 | Poročilo tekme                                                |
| -------------- | --- | --------------- | ------------------------------ | ------------------------------------------------------------- |
|                | (Park, Cashman) P. Esposito 27:14 (Park) Cournoyer 41:19 (P. Esposito) P. Mahovlich 46:47 (Mikita, Cournoyer) F. Mahovlich 48:59 | (0-0, 1-0, 3-1) | 45:53 Jakušev (Ljapkin, Zimin) | Gledalci: 16.485 Sodnika: Steve Dowling Sodnika: Frank Larsen |

| 6. september 1972 | Kanada | 4:4 | Sovjetska zveza | Winnipeg Arena, Winnipeg, Manitoba |

| Poročilo tekme | Poročilo tekme | Poročilo tekme  | Poročilo tekme                                                                                 | Poročilo tekme                                          |
| -------------- | --- | --------------- | ---------------------------------------------------------------------------------------------- | ------------------------------------------------------- |
|                | (White, P. Esposito) Parise 01:54 (Cournoyer, Bergman) Ratelle 18:25 (Cashman, Parise) P. Esposito 24:19 (Clarke, Ellis) Henderson 33:47 | (2-1, 2-3, 0-0) | 03:16 Petrov 32:56 Harlamov (Cigankov) 34:59 Lebedev (Anisin, Vasiljev) 38:28 Bodunov (Anisin) | Gledalci: 9.800 Sodnika: Lee Gagnon Sodnika: Gordon Lee |

| 8. september 1972 | Kanada | 3:5 | Sovjetska zveza | Pacific Coliseum, Vancouver, Britanska Kolumbija |

| Poročilo tekme | Poročilo tekme                                                                    | Poročilo tekme  | Poročilo tekme | Poročilo tekme                                           |
| -------------- | --------------------------------------------------------------------------------- | --------------- | --- | -------------------------------------------------------- |
|                | Perreault 25:37 (P. Esposito, Bergman) Goldsworthy 46:54 (P. Esposito) Hull 59:38 | (0-2, 1-2, 2-1) | 02:01 Mihajlov (Lutčenko, Petrov) 07:29 Mihajlov (Lutčenko, Petrov) 26:34 Blinov (Petrov, Mihajlov) 33:52 Vikulov (Harlamov, Malcev) 51:05 Šadrin (Jakušev, Vasiljev) | Gledalci: 15.570 Sodnika: Lee Gagnon Sodnika: Gordon Lee |

| 22. september 1972 | Sovjetska zveza | 5:4 | Kanada | Dvorana Lužniki, Moskva, Rusija |

| Poročilo tekme | Poročilo tekme | Poročilo tekme  | Poročilo tekme | Poročilo tekme                                               |
| -------------- | --- | --------------- | --- | ------------------------------------------------------------ |
|                | (Petrov, Kuzkin) Blinov 43:34 (Ljapkin, Jakušev) Anisin 49:05 (Anisin) Šadrin 49:13 (Ragulin, Harlamov) Gusev 51:41 (Harlamov) Vikulov 54:46 | (0-1, 0-3, 5-1) | 15:30 Parise (Perreault, Gilbert) 23:34 Clarke (Henderson) 31:58 Henderson (Lapointe, Clarke) 44:56 Henderson (Clarke) | Gledalci: 15.000 Sodnika: Uve Dahlberg Sodnika: Rudolf Batja |

| 24. september 1972 | Sovjetska zveza | 2:3 | Kanada | Dvorana Lužniki, Moskva, Rusija |

| Poročilo tekme | Poročilo tekme                                                  | Poročilo tekme  | Poročilo tekme                                                  | Poročilo tekme                                                 |
| -------------- | --------------------------------------------------------------- | --------------- | --------------------------------------------------------------- | -------------------------------------------------------------- |
|                | (Jakušev, Šadrin) Ljapkin 21:12 (Šadrin, Ljapkin) Jakušev 37:11 | (0-0, 2-3, 0-0) | 25:13 Hull (Gilbert) 26:21 Cournoyer (Berenson) 26:36 Henderson | Gledalci: 15.000 Sodnika: Josef Kompalla Sodnika: Franz Baader |

| 26. september 1972 | Sovjetska zveza | 3:4 | Kanada | Dvorana Lužniki, Moskva, Rusija |

| Poročilo tekme | Poročilo tekme                                                                                    | Poročilo tekme  | Poročilo tekme | Poročilo tekme                                               |
| -------------- | ------------------------------------------------------------------------------------------------- | --------------- | --- | ------------------------------------------------------------ |
|                | (Šadrin, Ljapkin) Jakušev 10:17 (Vikulov, Cigankov) Petrov 16:27 (Malcev, Lutčenko) Jakušev 45:15 | (2-2, 0-0, 0-1) | 04:09 P. Esposito (Ellis, Park) 17:34 P. Esposito (Parise, Savard) 42:13 Gilbert (Ratelle, Hull) 57:54 Henderson (Savard) | Gledalci: 15.000 Sodnika: Uve Dahlberg Sodnika: Rudolf Batja |

| 28. september 1972 | Sovjetska zveza | 5:6 | Kanada | Dvorana Lužniki, Moskva, Rusija |

| Poročilo tekme | Poročilo tekme                                                                                      | Poročilo tekme  | Poročilo tekme | Poročilo tekme                                                 |
| -------------- | --------------------------------------------------------------------------------------------------- | --------------- | --- | -------------------------------------------------------------- |
|                | (Ljapkin, Malcev) Jakušev 03:34 (Harlamov) Lutčenko 13:10 Šadrin 20:21 Jakušev 31:43 Vasiljev 36:44 | (2-2, 3-1, 0-3) | 6:45 P. Esposito (Park) 16:59 Park (Ratelle, Hull) 30:32 White (Gilbert, Ratelle) 42:27 P. Esposito (P. Mahovlich) 52:56 Cournoyer (P. Esposito, Park) 59:26 Henderson (P. Esposito) | Gledalci: 15.000 Sodnika: Rudolf Batja Sodnika: Josef Kompalla |